# Vini Font
Vini Font (nascido Vinicius Font; 4 de novembro de 1984) é um jogador e treinador de tênis de praia brasileiro.

## Carreira
Começou sua carreira no tênis aos quatro anos e depois se apaixonou pelo tênis de praia em 2008. Foi o primeiro não italiano a alcançar o número um da classificação mundial de tênis de praia em 2014. É tetracampeão mundial por equipes, bicampeão panamericano e medalhista nos Jogos Mundiais de Verão. Tem sua própria escola de tênis de praia ligada à Internet, onde ensina sua metodologia exclusiva para iniciantes e avançados.
Junto com André Baran, natural do estado de Santa Catarina, Font conquistou mais de dez títulos, que incluem um Pan-Americano e duas Copas do Mundo pelo Brasil.